# هجوم شمال العراق (حزيران 2014)
بدأ هجوم شمال العراق في 4 حزيران/يونيو 2014، حين شن تنظيم الدولة الإسلامية في العراق والشام (داعش) وقوات متحالفة هجوماً كبيراً في شمالي العراق ضد الحكومة العراقية، في أعقاب اشتباكات سابقة، كانت قد بدأت في ديسمبر 2013.
سيطر داعش والقوات المتحالفة على مدن عدة وأراضي أخرى، بدءاً من هجومه على سامراء يوم 5 يونيو وتبع ذلك استيلاءه على الموصل يوم 10 يونيو وتكريت يوم 11 يونيو. إثر فرار قوات الحكومة العراقية نحو الجنوب في 13 يونيو سيطرت القوات الكردية على المنصات النفطية في كركوك، وهي جزء من المناطق المتنازع عليها شمال العراق.
أطلقت الدولة الإسلامية في العراق والشام على معركتي الموصل وصلاح الدين اسم «غزوة أسد الله البيلاوي» تكريماً لأبو عبد الرحمن البيلاوي.
بحلول أواخر يونيو، كان العراق قد فقد السيطرة على حدوده مع الأردن وسوريا. ودعا رئيس الوزراء العراقي آنذاك نوري المالكي لإعلان حالة الطوارئ في عموم البلاد يوم 10 يونيو عقب الهجوم على الموصل، والتي تم الاستيلاء عليها بين عشية وضحاها. مع ذلك، ورغم الأزمة الأمنية، لم يسمح البرلمان العراقي للمالكي بإعلان حالة الطوارئ؛ وقام العديد من النواب العرب السنة والأكراد بمقاطعة الجلسة بسبب معارضتهم توسيع صلاحيات رئيس الوزراء.

## الخلفية
في أوائل يناير 2014، نجحت ميليشيا داعش في السيطرة على الفلوجة والرمادي، مما جعل معظم محافظة الأنبار تحت سيطرتها. بعد ذلك، بدأ الجيش العراقي في شن هجوم على منطقة الأنبار، معقل تنظيم داعش، بهدف معلن وهو وضع المنطقة تحت سيطرة الحكومة. قبل شن هذا الهجوم المضاد. 
إن التقدم الذي أحرزه تنظيم داعش في سوريا المجاورة – مصدر أسلحته—عزز موقفه بشكل كبير. في أوائل يونيو، بدأ المتمردون بالتقدم إلى الجزء الأوسط والشمالي من الأراضي العراقية بعد سيطرة الجيش العراقي على المنطقة الصناعية في الأنبار. في تلك المرحلة، كانوا لا يزالون يسيطرون على معظم الفلوجة والكرمة، بالإضافة إلى أجزاء من حديثة وجرف الصخر وعانة وأبو غريب والعديد من المستوطنات الأصغر في محافظة الأنبار